# Deilephila sus
Deilephila sus är en fjärilsart som beskrevs av Bang-haas 1927. Deilephila sus ingår i släktet Deilephila och familjen svärmare. Inga underarter finns listade i Catalogue of Life.